# Клубков-Мосальский, Владимир Иванович Шаня
Князь Владимир Иванович Клубков-Мосальский по прозванию Шаня (Щеня; ум. после 1616) — московский дворянин, воевода и окольничий во времена правления Ивана IV Грозного, Фёдора Ивановича, Бориса Годунова, в Смутное время и в правление Михаила Фёдоровича. Рюрикович в XX колене.
Младший сын князя Ивана Дмитриевича Клубка Мосальского, родоначальника Клубковых-Мосальских. Имел братьев: князей Даниила, который в 1576 году был головой при воеводе Шеине в Тарусе, в 1577 году головой у пушек в походе под Колывань и Льва Ивановичей.

## Биография

### Служба Ивану Грозному
В 1571 году подписался вместе с братом князем Даниилом Ивановичем в 350 рублей на поручной записи по боярам-поручителям по князю Ивану Фёдоровичу Мстиславскому.
В 1577 году послан в Деревскую пятину для сбора на службу в Лифляндию детей боярских.
В 1581 году воевода в Ржеве.

#### Служба Фёдору Ивановичу
В октябре 1589 года второй воевода в передовом полку в Дедилово, вместе с князем Михаилом Самсоновичем Турениным.
В 1590 году второй воевода у большого знамени в шведском походе 1590 года из Новгорода, затем первый воевода в Царицыне.
В 1591 году второй воевода Большого полка в Туле и указано ему в марте по "крымским вестям" быть сходным воеводой Сторожевого полка в Черни, в том же году в награду за службу пожалован золотым.
В 1592 году первый воевода в Воронеже.
В 1593—1594 годах воевода в Шацке, где разбил во многих боях подступивших к городу 12 тысяч татар и принудил их отступить. В этом же году упомянут московским дворянином.

##### Служба Борису Годунову
В 1598 году принимал участие в соборе по избранию на царство Бориса Годунова, подписался на грамоте за себя и за своего племянника князя Ивана Даниловича Клубкова-Мосальского.
В 1600-1601 годах первый воевода в Монастырском городке.

###### Служба в Смутное время
В правление Лжедмитрия I состоял в Государственном совете и упомянут в июне 1605 года в числе окольничих.
В 1606 году пожалован в окольничие и определён шестым советником в Меньшом совете.
В декабре 1610 года по челобитью боярина и дворецкого князя Василия Михайловича Рубца-Мосальского с братией и племянниками, представителями рода князей Мосальских получает от короля Сигизмунда III подтвердительную грамоту, на владение городом Мосальск с волостями.

###### Служба Михаилу Фёдоровичу
В 1614 году воевода на Кашине.
В 1616 году воевода в Суздале, где ведёт боевые действия против Александра Лисовского.

## Семья
От брака с княжной Евдокией (жена с 1604 г.), дочери князя Шуйского-Горбатого имел детей:
- Князь Клубков-Мосальский Пётр Владимирович (ум. 1634)  — воевода и московский дворянин.
- Князь Клубков-Мосальский Василий Владимирович (ум. после 1616) — в 1611 году стольник, в 1618 году был в Московском осадном сидении, за что пожалован из поместья в вотчину, московский дворянин.

## Критика
В поколенной росписи, поданной в 1682 году в Палату родословных дел князь Владимир Иванович Клубков-Мосальский показан с прозванием — Щеня.